# Ермолинское сельское поселение (Смоленская область)
Ермолинское сельское поселение — упразднённое муниципальное образование в составе Вяземского района Смоленской области России.
Административный центр — деревня Успенское. На территории поселения находилось 23 населённых пункта.
Образовано Законом Смоленской области от 28 декабря 2004 года. Упразднено Законом Смоленской области от 25 мая 2017 года с включением всех входивших в него населённых пунктов в Тумановское сельское поселение.

## Географические данные
- Общая площадь: 176,67 км²
- Расположение: восточная часть Вяземского района
- Граничит:
  - на севере — с Тумановским сельским поселением
  - на северо-востоке — с Царёво-Займищенским сельским поселением
  - на востоке — с Тёмкинским районом
  - на юге — с Исаковским сельским поселением
  - на юго-западе — со Степаниковским сельским поселением
  - на западе — с Вязьма-Брянским сельским поселением
  - на северо-западе — с Новосельским сельским поселением
- По территории поселения проходит автодорога М1 «Беларусь».

## Население
| 2007 | 2011 | 2012 | 2013 | 2014 | 2015 | 2016 |
| ---- | ---- | ---- | ---- | ---- | ---- | ---- |
| 847  | ↘819 | ↘815 | ↗828 | ↘822 | ↘811 | ↘801 |
| 2017 |      |      |      |      |      |      |
| ↘800 |      |      |      |      |      |      |

## Населённые пункты
В состав поселения входили следующие населённые пункты:
- Успенское, деревня
- Безобразово, деревня
- Бобрище, деревня
- Воросна, деревня
- Гаврилки, деревня
- Гришково, деревня
- Дьяковка, деревня
- Ермолинка, деревня
- Каськово, деревня
- Козлово Озеро, деревня
- Козловцы, деревня
- Криково, деревня
- Лаврово, деревня
- Менка, деревня
- Мишино, деревня
- Ново-Никольское, деревня
- Охотино, деревня
- Песочня, деревня
- Сноски, деревня
- Тарасово, деревня
- Телепнево, деревня
- Турово, деревня
- Шарапово, деревня